# Mercey
Mercey är en kommun i departementet Eure i regionen Normandie i norra Frankrike. Kommunen ligger i kantonen Vernon-Sud som tillhör arrondissementet Évreux. År 2022 hade Mercey 56 invånare.

## Befolkningsutveckling
Antalet invånare i kommunen Mercey
Referens:INSEE